# Società italiana di otorinolaringologia e chirurgia cervico-facciale
La Società Italiana di Otorinolaringologia e Chirurgia Cervico-Facciale (S.I.O. e Ch.C.F.) è un'organizzazione medica scientifica italiana che rappresenta gli specialisti in otorinolaringoiatria ospedalieri, universitari e liberi professionisti.
Questa società nasce dall'integrazione delle tre associazioni che riuniscono il maggior numero di specialisti ORL in Italia: l’Associazione Otolaringologi Ospedalieri Italiani (A.O.O.I.), l’Associazione degli Otorinolaringoiatri Universitari (A.U.O.R.L.) e l'Associazione Otorinolaringoiatri Liberi Professionisti Italiani (A.O.L.P.I.), sigla della società è S.I.O. e Ch.C.F. (composta da A.O.O.I.- A.U.O.R.L.- A.O.L.P.I.), sovente indicata più brevemente con l’acronimo S.I.O.

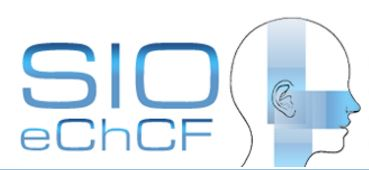
Logo della SIO

<<Essa rappresenta la continuità della Società Italiana di Laringologia, Otologia e Rinologia (S.I.L.O.R.) fondata nel 1892. La S.I.O. è un’associazione scientifica senza fini di lucro. La sua sede permanente è in Roma.>> (statuto della SIO, art. 1) 

## Storia
La Società Italiana di Laringologia Otologia e Rinologia (S.I.L.O.R.) è fondata nel 1891 a Siena in occasione del Congresso nazionale dell’Associazione Medici Italiani. La S.I.L.O.R. rappresenterà la fusione degli specialisti afferenti ai campi dell’Otologia, della Rinologia e della Laringologia. Questa società nasce con l’obiettivo di ottenere il riconoscimento dell’esercizio professionale, promuovere l’educazione scientifica e culturale dell’otorinolaringoiatria e far affermare la specialità nel contesto scientifico europeo.
Il primo congresso della S.I.L.O.R. si tiene a Roma nell’ottobre del 1892 sotto la guida di Vittorio Grazzi. Successivamente la storia della società segue quattro fondamentali tappe:
- 1892-1913. La disciplina dell’otorinolaringoiatria si afferma in ambito medico scientifico e si diffonde come insegnamento in sempre più sedi universitarie italiane e da un punto di vista pratico continua la diffusione in ambiente ospedaliero. Nel corso di questi anni si tengono 16 congressi nazionali attraverso i quali si promuove la ricerca, lo studio e la diffusione del sapere tra gli specialisti.
- 1920-1938. È subito dopo la prima guerra mondiale del 1914-1918 che si tiene il 17º Congresso della Società a Trieste. Durante il convegno viene sancita la volontà degli specialisti di intensificare i rapporti tra la società italiana e quelle straniere. Nel 1913 si terrà infatti in Sicilia il Congresso congiunto con la Società Latina e nel 1934 a Budapest il Congresso congiunto italo-austro-ungherese. È questo il periodo della svolta durante il quale la Società si apre anche alla collaborazione con discipline “affini”. Risale infatti agli anni trenta l’apertura alla Foniatria.
- 1946-1975. Durante la seconda guerra mondiale l’attività scientifica congressuale subisce una brusca interruzione. Sarà il 35º Congresso della Società, tenutosi a Venezia nel settembre 1946, a riaprire le attività scientifiche della specialità. Sono questi gli anni delle evoluzioni societarie: nel 1947 nasce il Gruppo Otologi Ospedalieri Italiani (G.O.O.I.) che si evolverà alcuni anni dopo, nel 1962, in Associazione Otologica Ospedaliera Italiana (A.O.O.I.). Nel 1961, invece, la S.I.L.O.R. si trasforma in Società Italiana di Laringologia, Otologia, Rinologia e Patologia Cervico-facciale. Nasce anche il Sindacato Unitario Otorinolaringoiatri Italiani (S.U.O.I.) nel 1971 al quale va dato il grande merito di aver sviluppato rapporti scientifici con l’Unione Europea Medici Specialisti (U.E.M.S.) che, ancora oggi, si occupa della tutela in ambito europeo degli interessi delle singole specialità.
- 1975-giorni nostri. Nel 1977 la S.I.L.O.R. aderisce alla Federazione Internazionale delle Società Otorinolaringoiatriche (I.F.O.S.) e pochi anni dopo, nel 1985, alla Federazione delle Società Europee di Otorinolaringoiatria (E.U.F.O.S.). Nel 1976 anche gli specialisti universitari si riuniscono in una società scientifica, sancendo la nascita dell’Associazione degli Otorinolaringoiatri Universitari (A.U.O.R.L.) .

Nello stesso anno, in occasione del congresso nazionale di Bologna del 1976, con atto notarile, nasce la Società Italiana di Otorinolaringoiatria e Chirurgia Cervico-facciale (S.I.O. e Ch.C.F.) che risponderà allo statuto votato nel congresso dell’anno precedente a Capri (1975). L’A.O.O.I. e l’A.U.O.R.L. sono ora le colonne portanti della nuova società. Grazie all’integrazione delle componenti ospedaliere e universitarie l’otorinolaringoiatria italiana vive una rinascita che dura fino ai giorni nostri e che raggiunge la sua acme con la fondazione della rivista scientifica “Acta Otorhinolaryngologica Italica”, organo ufficiale di stampa della SIO.
Nel 2023 viene costituita l'A.O.L.P.I. come naturale evoluzione del Raggruppamento Specialisti Ambulatoriali e Liberi Professionisti (R.S.A.L.P.), dando quindi  un riconoscimento associativo, all'interno dalla S:I.O. anche agli Specialisti  che esercitano la professione in regime libero professionale.
Con la nascita di questa terza associazione, si completa quindi il percorso costitutivo sella maggiore Società Scientifica Otorinolaringoiatrica Italiana..

## Presidenti

### Presidenti S.I.L.O.R.
- Vittorio Grazzi (1893-94)
- Ferdinando Massei (1895-96)
- Giuseppe Gradenigo (1898-99)
- Giulio Masini (1900-02)
- Ferdinando Massei (1903-04)
- Vittorio Grazzi (1905-06)
- Vittorio Nicolai (1907-08)
- Gherardo Ferreri (1909-10)
- Camillo Poli (1911-12)
- Ferruccio Putelli (1913-20)
- Carlo Biaggi (1921-22)
- Giulio Masini (1923-24)
- Giuseppe Gradenigo (1925-26)
- Salvatore Citelli (1928-29)
- Umberto Calamida (1930-31)
- Guglielmo Bilancioni (1932-33)
- Arnaldo Malan (1934-35)
- Pietro Caliceti (1936-37)
- Umberto Luigi Torrini (1938-39)
- Federico Brunetti (1947-48)
- Giuseppe Vidau (1949-50)
- Bruno Bruzzi (1951-52)
- Giorgio Ferreri (1953-54)
- Paolo Carcò (1955-56)
- Emilio Liveriero (1957-58)
- Ernesto Pallestrini (1959-60)
- Franco Carnevale Ricci (1961-62)
- Michele Arslan (1963-64)
- Alfonso D'Avino (1965-66)
- Carlo Felice Porta (1967-68)
- Ettore Tavani (1969)
- Vincenzo Fortunato (1970)
- Giuseppe Scalori (1971)
- Enrico De Amicis (1972)
- Domenico Filipo (1973)
- Giuseppe Bellussi (1974)
- Mario Cherubino (1975)

### Presidenti S.I.O.
- Giuseppe Borasi (1976)
- Pier Luigi Remaggi (1977)
- Gianni De Vido (1978)
- Ettore Bocca (1979)
- Ettore Clerici (1980)
- Leopoldo Fiori-Ratti (1981)
- Dino Canciullo (1982)
- Ettore Pirodda (1983)
- Andrea Sellari Franceschini (1984)
- Italo De Vincentis (1985)
- Dino Felisati (1986)
- Carlo Calearo (1987)
- Lucio Coppo (1988)
- Paolo Menzio (1989)
- Giancarlo Zauli (1990)
- Giovanni Battista Catalano (1991)
- Piero Miani (1992)
- Giovanni Motta (1993)
- Lorenzo Marcucci (1994)
- Antonio Ottaviani (1995)
- Giuliano Perfumo (1996)
- Paolo Puxeddu (1997)
- Italo Serafini (1998)
- Maurizio Maurizi (1999)
- Giorgio Sperati (2000)
- Desiderio Passali (2001)
- Enrico De Campora (2002)
- Alberto Sartoris (2003)
- Pasquale Laudadio (2004)
- Enzo Mora (2005)
- Michele De Benedetto (2006)
- Salvatore Conticello (2007)
- Delfo Casolino (2008)
- Alberto Rinaldi Ceroni (2009)
- Marco Piemonte (2010)
- Raffaele Fiorella (2011)
- Angelo Camaioni (2012)
- Agostino Serra (2013)
- Giuseppe Spriano (2014)
- Roberto Filipo (2015)
- Carlo Antonio Leone (2016)
- Ettore Cassandro (2017)
- Claudio Vicini (2018)
- Mario Bussi (2019)
- Gaetano Paludetti (2020)
- Domenico Cuda (2021)
- Giovanni Danesi (2022)